# Limtorget

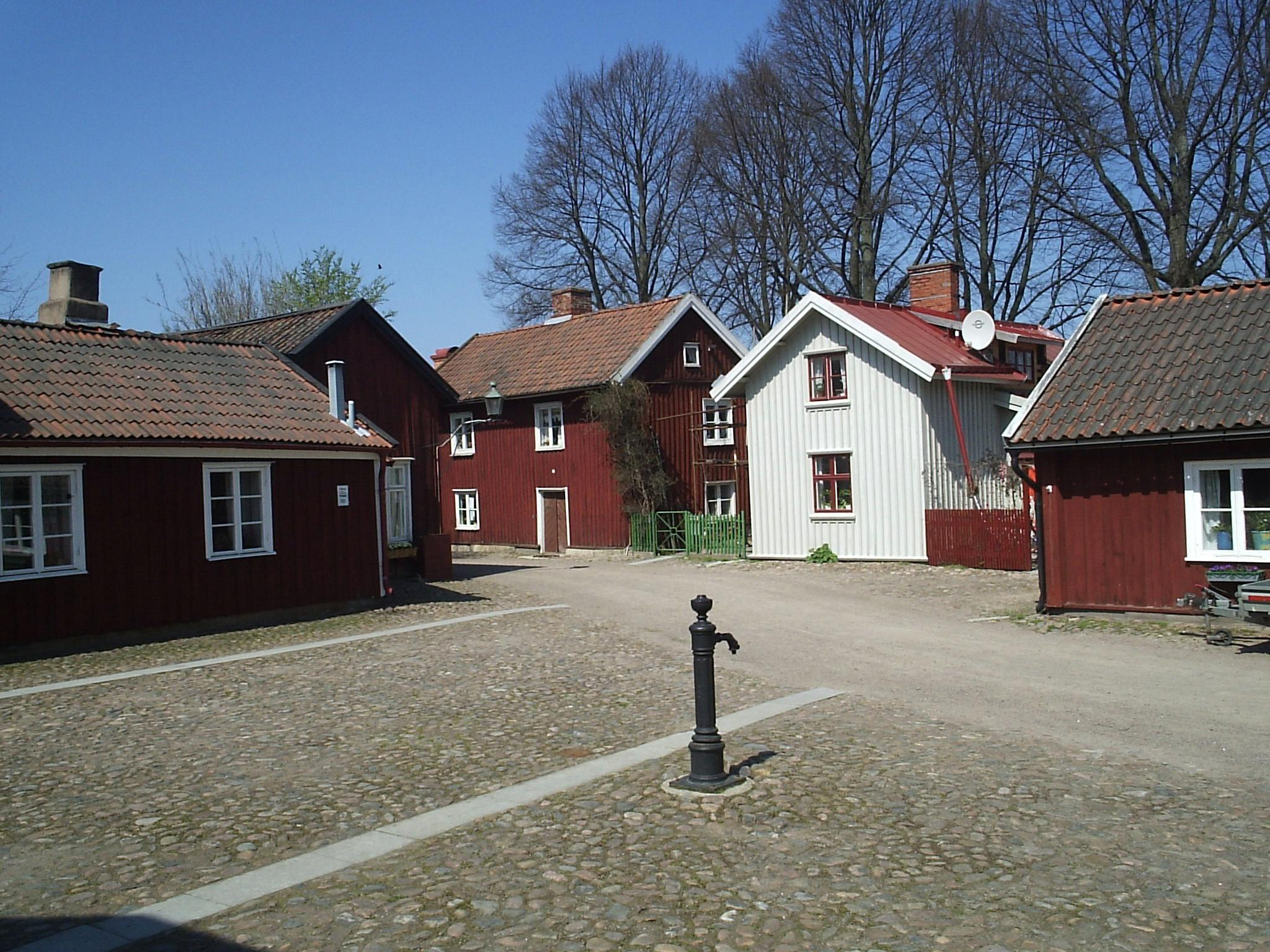
Limtorget

Limtorget är ett torg och ett område i Gamla staden i Lidköping, nära järnvägsstationen.
Lidköping delas av "älva" Lidan i två stadshalvor. Nya staden, på den västra sidan, anlades av Magnus Gabriel de la Gardie på 1670-talet.
Gamla staden, på den östra sidan, fick stadsprivilegier år 1446. Denna stadsdel eldhärjades omfattande år 1849. Elden kunde hejdas vid Hagagatan inom det kulturhistoriska området Limtorget. 
Limtorget, som undgick branden är Lidköpings äldsta närområde med flera medeltida byggnader. Genom Limtorget sträcker sig den gamla infarten från Skara och Götene/Kinnekulle. Namnet Limtorget kommer sannolikt från tiden då kinnekulleborna kom hit och sålde osläckt kalk, dåtida cement, som kallades lim. 
Hantverksgården, med sina byggnader bevarade från senare delen av 1800-talet, är unik för Lidköping. Många städer saknar en liknande gårdsbildning. Hantverksgården inrymde i början av 1900-talet bostäder, häståkeri och smedja.